# Решение задач
Реше́ние зада́ч — выполнение действий или мыслительных операций, направленных на достижение цели, заданной в рамках проблемной ситуации — задачи. Является составной частью мышления.
С точки зрения когнитивного подхода процесс решения задач является наиболее сложной из всех функций интеллекта и определяется как познавательный процесс более высокого порядка, требующий согласования и управления более элементарными или фундаментальными навыками.

## Стадии решения задачи
Решение задачи включает в себя основные этапы:
- Обнаружение проблемной ситуации
- Постановка задачи, выявление и более или менее строгое определение исходного (данного), его элементов и отношений между ними и требуемого (цели)
- Нахождение решения задачи

Эти этапы можно обнаружить во многих теориях решения задач. Так, стадии постановки задачи и нахождения решения задачи отчётливо видны в теориях последователя Вюрцбургской школы Отто Зельца, гештальтпсихолога Дункера и когнитивиста Грино, несмотря на все их различия. При этом под постановкой задачи возможно понимать как сознательную работу, так и некие постулируемые неосознаваемые процессы переработки информации.
Стадии решения задачи в теориях О. Зельца, К. Дункера, Грино
| О. Зельц | К. Дункер | Грино |
| --- | --- | --- |
| 1. Образование комплекса, в который входят: а) характеристики известного и б) отношения известное-неизвестное, определяющие в) место неизвестного в комплексе. Незавершённость этого комплекса — суть проблемности. | 1. Проникновение в проблемную ситуацию — понимание её внутренних связей, восприятие её как целого, заключающего в себе некий конфликт. | 1. Построение когнитивной сети, состоящей из элементов известного (данного) и неизвестного (отношения между элементами известного и неизвестного пока не установлены). |
| 2. Запуск интеллектуальных операций: припоминание или создание решения. | 2. Нахождение функционального значения решения. 3. Реализация (воплощение) функционального значения в конкретное решение.              | 2. Построение связей (отношений) между элементами, модификация сети при помощи дополнительной информации из памяти.                                                    |

См. также: А. де Гроот — стадии мышления шахматиста

## Психологические факторы
На ход решения задачи и успешность её решения влияют следующие факторы.
- Установка:

- «Решение определённого числа задач одним способом побуждает испытуемого использовать тот же способ для решения последующих задач, даже если этот способ становится неэффективным». Как показал Найт, установка тем сильнее, чем труднее были задачи, её сформировавшие.
- Функциональная закреплённость: используемый определённым образом предмет трудно потом использовать иначе при решении задачи.

- Характеристики субъекта:

- Эмоциональное (мотивационное) состояние:

- Предшествующая неудача снижает эффективность решения;
- Наилучшие результаты имеют место при средней интенсивности мотивации; чрезмерная или недостаточная мотивация приводит к ухудшению результатов (закон Йеркса — Додсона).

- Знания: могут как повышать, так и снижать эффективность решения (из-за стереотипизации, привычки).
- Интеллект: люди с низким интеллектом более восприимчивы к установке.
- Личность: показано, что успешность решения задач связана с 1) гибкостью, 2) инициативой, 3) уверенностью, 4) нонконформизмом, 5) способностью сдерживать движения (очень медленно чертить линии и т. п.).

## Теории решения задач

### Информационный подход
С точки зрения информационного подхода задача — это различие между двумя состояниями; задача считается решённой, когда признаки имеющегося и требуемого состояния идентичны. Таким образом, процесс решения задачи имеет место, когда организм или система искусственного интеллекта осуществляет переход из данного состояния в желаемое целевое состояние.
Представители информационного подхода исходили из того, что человек, так же как компьютер, оперирует символами (знаками), следовательно, вычислительные машины можно «использовать как устройства для имитации процесса человеческого мышления».
Модели решения задач, которые они создавали, зачастую одновременно представляли собой компьютерные программы (наиболее известный пример — «Универсальный решатель задач» Ньюэлла и Саймона, созданный в 1957 году).

#### Линдсей и Норман
Линдсей и Норман описывают решение задач следующим образом.
Вся имеющаяся на данный момент информация, относящаяся к задаче, называется состоянием осведомлённости. Решение задачи представляет собой последовательный переход от одного состояния осведомлённости к другому, а затем — к следующему и т. д., пока не будет достигнуто требуемое окончательное состояние осведомлённости, то есть решение. Такие переходы осуществляются с помощью операторов — средств, уменьшающих разрыв между наличным состоянием осведомлённости и тем состоянием, которое последует за ним. Нахождение операторов и составляет главную сложность при решении задачи.
Возможны две стратегии решения: прямой и обратный поиск. 1. При прямом поиске «человек сначала испытывает какой-то метод подхода к задаче, а затем смотрит, продвинулся ли он вперёд в результате его применения». 2. При обратном поиске «человек рассматривает искомое решение, задаваясь вопросом: какой предварительный шаг необходим для того, чтобы прийти к нему? После определения этого шага определяется шаг, непосредственно ему предшествующий, и т. д., в лучшем случае — вплоть до отправной точки, заданной в постановке исходной задачи». Обратный поиск осуществляется с помощью анализа средство-результат (сопоставления средств и целей): на каждом шаге данная промежуточная цель сравнивается с наличным состоянием осведомлённости и находится оператор — средство, уменьшающее разрыв.
Имеются два вида операторов: 1) алгоритмы (совокупность правил, гарантирующих результат) и 2) эвристические приёмы (для сложных задач, где не найдены алгоритмы).

## Психофизиологические данные

### Исследование О. К. Тихомирова
Появлению в сознании решения задачи предшествует эмоциональная активация и чувство близости решения.
Это установил О. К. Тихомиров, изучая процесс решения шахматных задач. Он предлагал испытуемым рассуждать во время решения задачи вслух и параллельно регистрировал их кожно-гальваническую реакцию (КГР), которая служила признаком эмоциональной активации.
Эксперименты показали, что сначала возникает эмоциональная активация. За ней — обычно через 0—0.5 секунд — следуют эмоциональные восклицания («Ага!», «Ой!» и т. п.). За эмоциональными восклицаниями обычно следуют слова, обозначающие чувство близости решения: приближение к неосознанной ещё идее («так-так-так-так», «вот-вот-вот-вот», «наверное…») или ещё неясные результаты поиска («что-то мелькнуло», «что-то есть», «кажется, нашёл», «кажется, решено»); реже это выражение необходимости попробовать («попробуем-попробуем», «интересно-интересно»), сомнения («„а“… „а“… или не „а“?») или сигналы самоостановки («стоп-стоп-стоп-стоп»); ещё реже сразу называется решение. За этим следует решение — называние конкретного принципиального для решения задачи хода, — через 1.5—13.5 секунд после появления эмоциональной активации, в среднем — через 5.5 секунд.

## Решение задач животными
Дискуссии относительно механизмов решения задач животными разворачиваются вокруг метода проб и ошибок и инсайта.

### Метод проб и ошибок
Торндайк (1898) полагал (и экспериментально демонстрировал), что механизмом решения задач животными является не понимание и рассуждение, а метод проб и ошибок.
Торндайк помещал животных (кошек) в специальные проблемные ящики — клетки «с секретом», выход из которых открывался нажатием на кнопку или рычаг, потягиванием за шнур, петлю и т. п., которые находились в клетке или около самой решётки снаружи. Торндайк обнаружил, что сначала кошки мечутся по клетке и цепляются за всё, что могут достать; в результате этого они рано или поздно случайно задевают механизм, открывающий клетку, и освобождаются. Когда кошку вновь сажают в клетку, её хаотическая активность приводит к успеху немного быстрее, в следующий раз ещё быстрее и т. д. Кривые научения демонстрируют постепенное овладение решением.
Согласно теории Торндайка, животные действуют случайным образом, причём вероятность повторения подкреплённой реакции возрастает.
Однако некоторые данные самого Торндайка говорят против его теории. Так, в случаях с некоторыми «ленивыми» кошками Торндайка «внимание, которое нередко сочетается с недостатком энергии, позволяло кошке быстрее образовать ассоциацию после первой удачи». А заменив впоследствии (1901) кошек обезьянами, Торндайк обнаружил, что почти все задачи решались «путём быстрого, нередко казавшегося мгновенным, оставления безуспешных движений и выбора правильного… Естественно заключить, что обезьяны, внезапно переходящие от множества беспорядочных движений к одному определённому действию с крючком или задвижкой, имеют понятие о крючке, о задвижке или о том движении, которое они производят»…
Р. Вудвортс отмечает, что «не было обнаружено ни одного случая такого поведения в проблемной ситуации, когда животное бросалось бы на все окружающее без всякого учёта объективной ситуации. Животное всегда реагирует на те или иные предметы, и почти всем его реакциям присуща известная степень правомерности. Метод проб и ошибок состоит не в слепых, рассчитанных на случайную удачу движениях, а в испробовании определённых путей к цели. Насколько мы можем судить по поведению животного, у него всегда имеется некоторое схватывание объективной ситуации. Другое дело, что в любой ситуации, которую можно назвать проблемной, это схватывание никогда не бывает с самого начала полным. Ситуация должна быть исследована, а это редко может быть сделано без передвижений и манипулирования. Но даже при первом взгляде на ситуацию общие очертания проблемы вскрываются в достаточной мере, чтобы до известной степени ограничить область исследования и манипулирования».

### Инсайт
Решение задач путём внезапного озарения (инсайта), понимания ситуации, проникновения в её суть описано В. Кёлером. Эксперименты Кёлера демонстрируют следующие примеры того, как это происходит.
- Курица, видя перед собой цель, отделённую от неё некоторым препятствием (забором), «совсем беспомощна, постоянно налетает, если видит цель перед собою сквозь решётку, на препятствие, беспокойно бегая туда и сюда», и не способна добраться к этой цели иначе как с помощью таких метаний, лишь постепенно приближающих её к цели (что напоминает описания Торндайка). Напротив, собака или ребёнок (например, девочка 1 года 3 мес., едва научившаяся ходить), оценив пространственные характеристики ситуации, могут сразу найти кратчайший обходной путь.
- Обезьяна способна схватить палку и достать ею еду, находящуюся вне клетки (без всяких проб и ошибок).
- Случайно соединив две короткие палки, которые по отдельности недостаточно длинны, чтобы дотянуться до еды, шимпанзе тут же достаёт еду получившейся длинной палкой.
- Шимпанзе влезает на ящик или даже ставит ящики друг на друга, чтобы достать высоко висящий плод.

### Использование орудий
Известно, что животные в некоторых случаях способны использовать орудия при решении задач, однако дискуссионным остаётся вопрос о том, в какой мере такое использование является врождённым (инстинктивным), а в какой — проявлением интеллекта.
Примеры использования орудий животными:
- Грифы бросают камни на яйца страусов, чтобы разбить их[13]. (Это не новое наблюдение; легенда гласит, что Эсхил погиб, когда орёл сбросил ему на голову не то черепаху, приняв лысину Эсхила за камень, не то камень, приняв его лысину за яйцо.)[14]
- Дятловый вьюрок достаёт насекомых из щелей коры колючкой кактуса[13].
- Шимпанзе пользуются палками, прутьями, стеблями травы для добывания термитов, мёда, выкапывания растений; используют листья как губку для добывания воды из дупла и для чистки тела. Павианы прутьями добывают насекомых, камнями давят скорпионов[13].
- Некоторые популяции шимпанзе добывают внутренности орехов, раскалывая их камнями, причём в разных популяциях это делается по-разному. В одной популяции орех кладут на твёрдую поверхность и ударяют камнем; детеныши обучаются этому у взрослых, и почти всегда успешно. В другой популяции процедура более сложная: «наковальня» делается искусственно, например из другого камня, и работой с тремя предметами овладевают уже далеко не все детёныши[15].